# The One (The Chainsmokers)
The One is een nummer van het Amerikaanse dj-duo The Chainsmokers uit 2017. Het is de derde single van hun debuutalbum Memories...Do Not Open.
Vergeleken met de vorige nummers van The Chainsmokers, is "The One" een wat rustiger nummer. Net als "Paris" heeft ook "The One" popinvloeden, maar dit nummer gaat nog net iets meer de popkant op. Het nummer werd in een paar landen een klein hitje, maar was wereldwijd minder succesvol dan de voorgaande singles van het album "Memories...Do Not Open". In de Amerikaanse Billboard Hot 100 flopte het met een 78e positie. In Nederland haalde het de 11e positie in de Tipparade, en in Vlaanderen haalde het de 4e positie in de Tipparade.